# Sedlnice
Sedlnice település Csehországban, Nový Jičín-i járásban. Sedlnice Bartošovice, Příbor, Mošnov, Skotnice, Závišice és Libhošť településekkel határos. Lakosainak száma 1811 fő (2024. január 1.).

## Népesség
A település lakosságának változását az alábbi diagram mutatja:
| Lakosok száma | 1717 | 1707 | 1766 | 1466 | 1143 | 1389 | 1492 | 1570 | 1638 | 1811 |
|               | 1869 | 1900 | 1921 | 1961 | 1980 | 2011 | 2016 | 2019 | 2021 | 2024 |